# Нафта і газ Індії

## Запаси нафти і газу Індії
Нафта і газ. В Індії виділяють 15 нафтогазоносних басейнів. Більшість родовищ нафти і газу (понад 70) зосереджена в Камбейському нафтогазоносному басейні, розташованому на заході країни. Достовірні запаси нафти – 460 млн т, газу – понад 410 млрд м³. Скупчення нафти залягають в палеоцен-олігоценових і міоценових відкладах на глиб. 440-1800 м. Поклади багатопластові, склепінчасті, тектонічно екрановані. На суші сер. глибина свердловин 3 км, на шельфі – 2 км. Найбільш великі родовища – Бомбей-Хай з поч. розвіданими запасами нафти до 250 млн т, Панна – 70 млн т, Анклешвар – 50,4 млн т. Другий нафтогазоносний басейн І. – Ассамський – на півн.-сході країни. Продуктивні пісковики серій Бараїл (олігоцен) і Типам (ниж. міоцен) на глиб. 50-3400 м. Найбільше родов. – Нахоркатья з поч. розвіданими запасами нафти 44,3 млн т. Нафти Камбейського бас. легкі і середні (густина 790-860 кг/м³), малосірчисті. Вміст парафіну 2,4-5,7%. Гази вільні і розчинені, жирні, вміст гомологів метану 10-55%. У Ассамському бас. нафти середні (830-860 кг/м³) і важкі (860-920 кг/м³). Вміст сірки не перевищує 0,32%, парафіну 2-23 %.

## Нафтова і газова промисловість
Нафта і газ. Видобуток газу в Індії становить 69-70 млн куб.м/добу, тоді як потреби оцінюються в 140 млн куб.м/добу (2002). Передбачуваний рівень видобутку на нововідкритому родовищі Іст-Васай оцінюється в 700 тис. т на рік нафти і 96 тис. куб.м/добу (35 млн куб.м на рік) газу.
У 2000-2001 рр. в Індії британською компанією Cairns Energy plc зроблена серія газових відкриттів в акваторії Камбейської затоки біля узбережжя штату Гуджарат (блок СВ-OS-2), сумарні запаси газу яких визначаються в 28 млрд куб.м. Газове родовище Лакшмі (8.5-11 млрд куб.м) підтверджене двома свердловинами. Свердловина СВ-А-1, пробурена в 2000 р. між газовими родовищами Хазіра і Тапті-Норт, розкрила складно побудовану продуктивну зону в інтервалі глибин 760-1270 м. При випробуванні інтервалу 800-860 м отримані притоки 0.8 млн м3/добу сухого газу. За 7.5 км на півд.-схід від Лакшмі відкрите газове родов. Гаурі св. (СВ-В-1). На початку 2001 р. виявлене газове родовище Амбе (1.4-5.7 млрд куб.м), у свердловині СВ-З-1 зафіксовано притік газу 1.2 млн м³/добу з двох продуктивних горизонтів. Свердловина CB-G-1 виявила продуктивність структури Параваті. Влітку 2001 р. у свердловині DWN-R-1 (блок KG-DWN-98/2, компанія Cairn Energy) біля берегів штату Андхра-Прадеш з двох продуктивних горизонтів отримано притік 2.3 млн м³/добу.
Національна індійська компанія Oil and Natural Gas Corp. (ONGC) у 2002 р виявила запаси нафти і газу на захід від великого газового родовища Васай (Vasai) біля берегів Індії поблизу м. Бомбей. За попередньою оцінкою нове родов. має запаси бл. 48 млн т н.е. У цьому ж районі відкрите родов. Іст-Васай (East Vasai) з запасами 97 млн т нафти і 100 млрд куб.м газу [Oil & Gas Journal online].
У 2002-2003 рр. компанії Reliance Industries Ltd., Mumbai, і Niko Resources Inc., Calgary зробили велике газове відкриття в блоці D6 біля східного узбережжя Індії (басейн Крішна-Годаварі). Нове родовище містить близько 200 млрд куб.м газу і за оцінками є найбільшим газовим родовищем в Індії [Oil and Gas Journal. 2003. V.101]. Але виявлені компанією Reliance в 2002 р п'ять родовищ з сумарними притоками газу 40 млн куб.м/добу в басейні Крішна-Годаварі недостатні для задоволення зростаючих потреб Індії в природному газі, які протягом п'яти років досягнуть 230-235 млн куб.м/добу [Oil & Gas Journal online].